# Maatschappij (sociale wetenschappen)

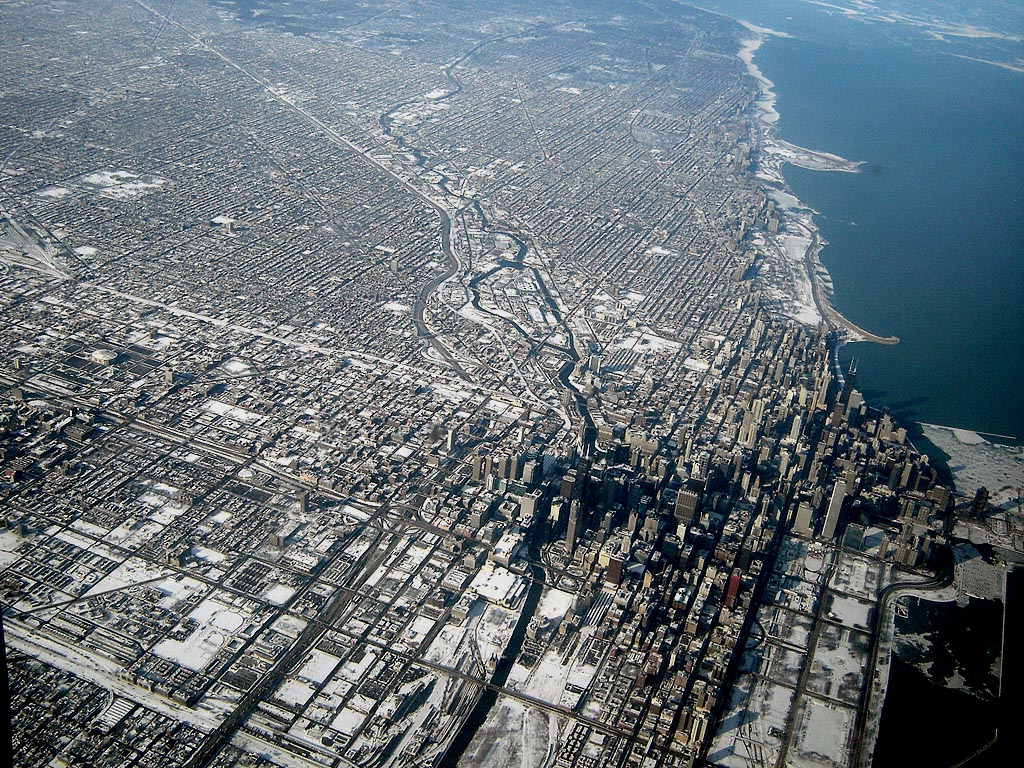
Bovenaanzicht op de volledig verstedelijkte maatschappij rond Chicago, 2005. Tegenwoordig woont en werkt meer dan 50% van de wereldbevolking in steden en verstedelijkte gebieden.

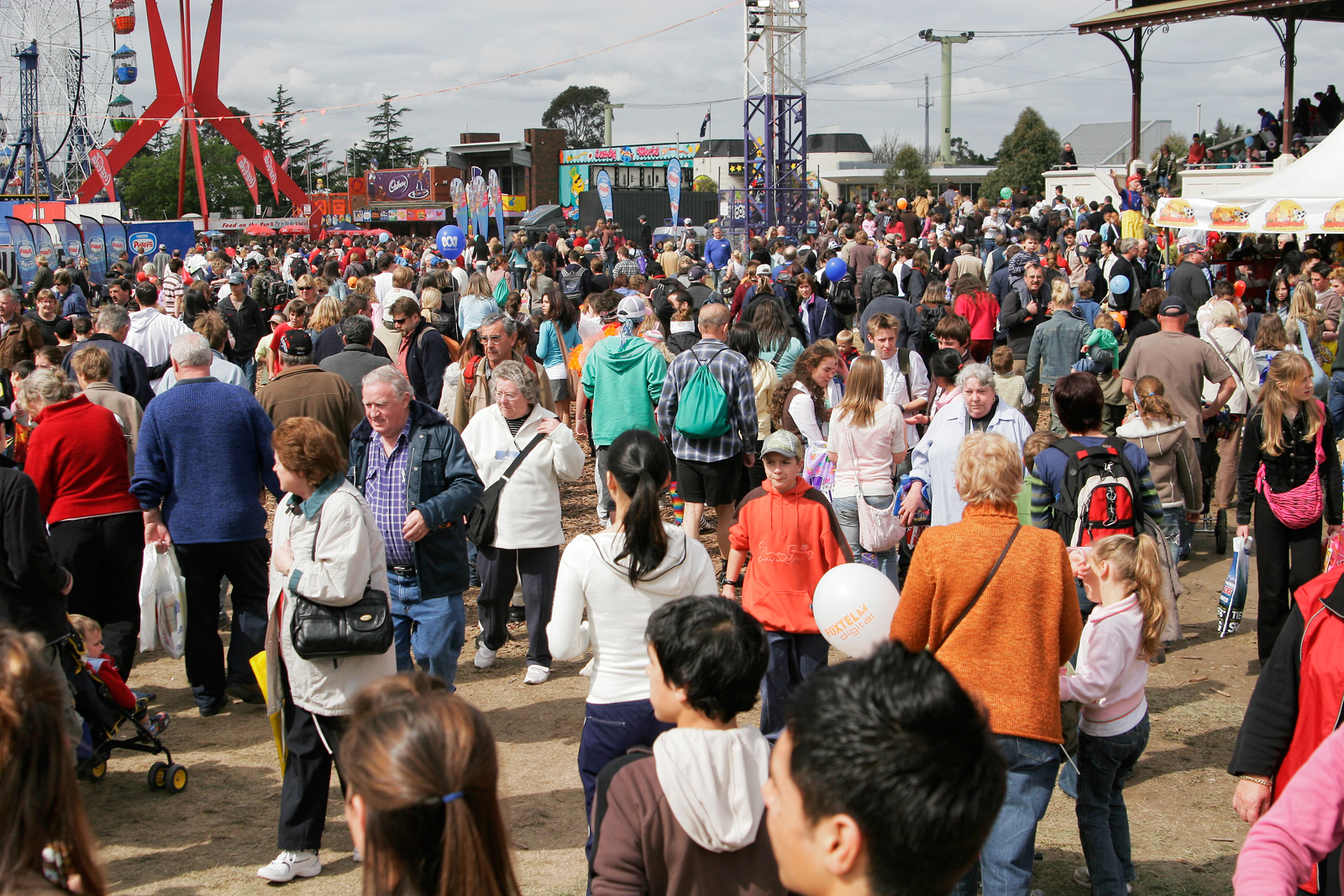
Westers publiek bij een show in Melbourne.

Het begrip maatschappij valt grotendeels samen met de notie samenleving, maar legt meer de nadruk op de institutionele, ordenende aspecten van de samenleving: de staat en de staatsapparaten. Daarmee is het ook een meer territoriumgebonden begrip dan samenleving. In plaats van het afgeleide bijvoeglijk naamwoord maatschappelijk wordt vaak het synoniem sociaal gebruikt: maatschappelijke, of sociale, bewogenheid, onrust, klasse.

## Algemeen
Het begrip maatschappij wordt bovendien dikwijls aan een bepaalde identiteit gekoppeld. Zo bestaat het begrip westerse maatschappij en primitieve maatschappij. Het element maat- is een vertaling van het Latijnse socius (bondgenoot, metgezel, deelgenoot): in een samenleving wordt men geboren, maar een maatschappij of society moet men actief vormgeven, en evenals een kameraadschap of een maatschap in stand houden.
Een economie veronderstelt de dynamische werking van een maatschappij. Een economie met een langetermijnperspectief bestaat alleen als die ten dienste staat van de maatschappij. In een positieve economie staat de economie ten dienste van mens, maatschappij en de omgeving, niet omgekeerd.

## Maatschappijvormen
In de theorie en praktijk wordt onderscheid gemaakt tussen een:
- agrarische maatschappij
- industriële samenleving
- postindustriële samenleving
- informatiemaatschappij

## Maatschappijstudies

### Maatschappijfilosofie
Maatschappijfilosofie is nauw verwant aan de sociale filosofie. Het is een deelgebied van de filosofie en dat zich bezighoudt met de vraag naar het ontstaan, de zin en het wezen van de maatschappij. Dat wil zeggen dat zij de verhouding tussen de individuele mens en de maatschappij en haar structuren bestudeert. De sociale filosofie heeft nauwe raakvlakken met de filosofische vakgebieden ethiek en rechtsfilosofie, maar begeeft zich daarnaast op het terrein van de sociale wetenschappen, en dan vooral de sociologie.
Filosofen die zich ook of uitsluitend bezighielden met maatschappij-filosofische vraagstukken zijn onder anderen: Plato, Aristoteles, Hobbes, Hegel, Voltaire, Marx, Theodor Adorno, Max Horkheimer, Herbert Marcuse, Habermas.

### Maatschappijwetenschap
Maatschappijwetenschap valt grotendeels samen met de sociale wetenschappen: die takken van de wetenschap die zich bezighouden met de mens in zijn sociale omgeving. In Nederland rekent men tot de maatschappijwetenschappen de:
- antropologie - de bestudering van mensen ingebed in hun cultuur [2]
- bestuurskunde - houdt zich bezig met hoe het openbaar bestuur functioneert.
- economische wetenschap - houdt zich bezig met de menselijke behoeftebevrediging
- rechtsgeleerdheid - kennis en studie van het recht
- politicologie - bestudeert het tot stand komen, het voeren en de effecten van het overheidsbeleid
- sociale geografie - bestudeert de ruimtelijke patronen in een maatschappij.
- sociologie - bestudeert sociaal gedrag en sociaal handelen van de mens in de samenleving

### Sociologie
Sociologie is de wetenschap die zich bezighoudt met de bestudering van het sociaal gedrag en sociaal handelen van de mens in de samenleving.
De sociologie bestudeert mensen en hun gedrag in hun sociale omgeving, in relatie tot de heersende moraal en ethiek en in de context van politieke en filosofische gedragscodes. Praktisch gezien betekent dit de bestudering van het dagelijks leven en het functioneren van mensen in hun omgeving, sociale verbanden, gezinsstructuren, religieuze verbanden, wetten, normen en waarden, rolpatronen en culturele verbanden. De drie hoofdthema's van de sociologie zijn de thema's/problemen van de rationalisatie, de sociale cohesie en de sociale ongelijkheid.